# David Haussler
David Haussler (né en octobre 1953) est un bio-informaticien américain, connu pour son travail à la tête de l'équipe qui, dans le cadre du projet génome humain, a réalisé le premier séquençage du génome humain, et par la suite pour l'analyse comparative du génome qui permet d'approfondir la compréhension de la fonction moléculaire et l'évolution du génome,. Il est chercheur au Howard Hughes Medical Institute, professeur de génie biomoléculaire et directeur du Center for Biomolecular Science and Engineering de l'Université de Californie à Santa Cruz, directeur du California Institute for Quantitative Biosciences (en) (QB3) sur le campus de Santa Cruz, et professeur consultant à la School of Medicine de l'Université Stanford et au Département des sciences biopharmaceutiques de l'Université de Californie à San Francisco,.

## Carrière
Haussler a  brièvement étudié l'art à l'Academy of Art University à San Francisco en 1971, puis la psychothérapie au Immaculate Heart College (en) à Hollywood jusqu'en 1973, puis il est passé au Connecticut College (en), terminant en 1975 avec spécialisation en mathématiques et en physique. Il a obtenu une maîtrise en mathématiques appliquées de l'Université d'État polytechnique de Californie à San Luis Obispo en 1979. Haussler a obtenu son doctorat en informatique à l'Université du Colorado à Boulder en 1982 sous la direction de Andrzej Ehrenfeucht avec une thèse intitulée « Insertion and Iterated Insertion as Operations on Formal Languages ».
Haussler a été professeur assistant de mathématiques et d'informatique à l'Université de Denver au Colorado de 1982 à 1986. Depuis 1986, il travaille à l'Université de Californie à Santa Cruz, d'abord dans le département d'informatique, puis en 2004 comme membre fondateur du département de génie biomoléculaire.

## Thèmes de recherche
Durant la préparation de son doctorat en informatique théorique à l'Université du Colorado, Haussler s'est intéressé à l'analyse mathématique de l'ADN avec d'autres étudiants : Eugene Myers, Gary Stormo (en) et Manfred Warmuth (en). En 1988, il a organisé le premier atelier sur la théorie de l'apprentissage par ordinateur avec Leonard Pitt. Avec Blumer, Ehrenfeucht et Warmuth, il introduit la théorie de Vapnik-Chervonenkis dans le cadre de l'apprentissage par ordinateur, résolvant certains problèmes posés par Leslie Valiant. Dans les années 1990, il a obtenu divers résultats en théorie de l'information, processus empiriques, intelligence artificielle, réseaux neuronaux, théorie de la décision statistique et reconnaissance des formes.
Les recherches de David Haussler combinent les mathématiques, l'informatique et la biologie moléculaire. Il développe de nouvelles méthodes statistiques et algorithmiques pour explorer les fonctions moléculaires et l'évolution du génome humain, en intégrant des données génomiques comparatives et à haut débit pour étudier la structure, la fonction et la régulation des gènes,,,. Il est crédité d'avoir été un pionnier dans l'utilisation de modèles de Markov cachés (MMC), de grammaires stochastiques sans contexte, et de la méthode discriminante du noyau pour analyser l'ADN, l'ARN et les séquences de protéines. Il a été le premier à appliquer ces dernières méthodes à la recherche de biomarqueurs d'expression génétique dans le cancer à l'échelle du génome.
Dans le cadre du projet génome humain, son équipe a publié sur Internet, le 7 juillet 2000 le premier assemblage de la séquence du génome humain accessible au public. Par la suite, son équipe développe le UCSC Genome Browser (en), un outil Web qui est largement utilisé dans la recherche biomédicale et qui sert de plateforme pour plusieurs projets de génomique à grande échelle. Il s'agit notamment du  projet ENCODE du National Human Genome Research Institute (NHGRI) d'utiliser des approches métaomiques pour explorer la fonction de chaque base du génome humain (pour laquelle UCSC sert de centre de coordination des données), projet pour examiner les changements génomiques du cancer.  de la Mammalian Gene Collection des National Institutes of Health , et de L'Atlas du génome du cancer.

## Prix et distinctions
Affiliations
Haussler est 
- membre de l'Académie nationale des sciences (depuis 2006)
- et de l'Académie américaine des arts et des sciences (AAAS)[14]  (2006 également),
- fellow de l'Association for the Advancement of Artificial Intelligence (AAAI)[15] (depuis 1993),
- membre de la California Academy of Sciences,
- de l'American Association for the Advancement of Science
- fellow depuis 2009 de l'International Society for Computational Biology (ISCB)
- et depuis 2018 de la National Academy of Engineering.
- membre de l'American Society of Human Genetics

Prix
- 2001 Scientist of the Year du journal Research and Development
- 2011 Weldon Memorial Prize de l’Université d'Oxford
- 2009 Curt Stern Award de l'American Society for Human Genetics[16]
- 2008 Senior Scientist Award de l'International Society for Computational Biology (ISCB)[17]
- 2005 Dickson Prize for Science de l'université Carnegie-Mellon
- 2003 Allen Newell Award in Artificial Intelligence de l'ACM et AAAI
- 2005 Classic Paper Award de l'American Association of Artificial Intelligence (AAAI)
- 2015 Prix Dan David avec Cyrus Chothia et Michael S. Waterman[18].